# Takuya Takagi
Pour les articles homonymes, voir Takagi (homonymie).
Takuya Takagi (高木 琢也, Takagi Takuya) est un footballeur japonais né le 12 novembre 1967 à Minamishimabara dans la préfecture de Nagasaki au Japon avant de devenir entraîneur.